# Diskretion – Ehrensache
Diskretion – Ehrensache ist ein deutscher Spielfilm der Cine-Allianz Tonfilm aus dem Jahr 1938 der unter der Regie von Johannes Meyer entstand und im Verleih der Bavaria in den Kinos veröffentlicht wurde. Der Film basiert auf dem Roman Glück muss der Mensch haben von Hanns Peter Stolp.

## Handlung
Reedereibesitzer James Hopkins aus Liverpool gibt mit einer Anzeige die Verlobung seiner Tochter Mary mit Lord Benton (Anthony Cecil Lord Benton of Bentonville) bekannt, da er beabsichtigt die beiden miteinander zu verheiraten. Gegenüber seiner Tochter Mary, die von der Verlobungsanzeige keine Kenntnis hatte und grundsätzlich mit der Verlobung auch nicht einverstanden ist, argumentiert Hopkins, dass es für Mary an der Zeit sei zu heiraten und Lord Benton bereits um ihre Hand angehalten habe. In einem beschwiptsen Zustand hatte sie offensichtlich einige Abende zuvor einer Heirat zugestimmt. In Gegenwart ihres Vaters kann sie sich jedoch nicht mehr daran erinnern.
In der Folgezeit entwickelt Mary mit ihrer Freundin Grete den Plan, dass Mary den zukünftigen Ehegatten mit einem anderen Mann „betrügt“. Dies solle zudem von zwei dafür extra engagierten Detektiven dokumentiert werden. Für dieses Vorhaben engagiert Grete einen sogenannten „Herrn auf Bestellung“. Mr. Pott, eben dieser „Herr auf Bestellung“, wird von Grete zu diesem Zweck detailliert instruiert („gemeinschaftliche Autoreise, Theaterküsse, Kosenamen, tägliche idylische Szenen für die Detektive“). Als Treffpunkt ist Ausgang 2 der Reederei Hopkins festgelegt. Erkennungszeichen soll eine weiße Nelke sein.
Am vereinbarten Ort trifft Mary, die mit einem Cabrio vorfährt, auf Peter Parker der einen Koffer und eine weiße Nelke in der Hand hält. Parker hatte zuvor erfolglos seine neue Erfindung (Niethammer) mit einem Modell bei James Hopkins vorgeführt und beim Abschied aus dem Büro von Hopkins von zwei Vorzimmerdamen eine weiße Nelke geschenkt bekommen. Mary verwechselt Peter mit dem „Herrn auf Bestellung“ und fordert ihn auf ins Auto zu steigen.
Im Auto eröffnet Mary dem verduzten Peter den zuvor mit Grete besprochenen Plan. Erstes Ziel soll das Hotel Goldener Ring in Pinstown, Schottland sein. In der Zwischenzeit beauftragt Grete die Detektei „Argus“ mit der Observierung von Mary und dem mitreisenden „fremden jungen Mann“. Die Detektive Dick und Jack machen sich sofort per Zug nach Schottland auf den Weg. Von Mr. Pott, der plötzlich bei Grete vor Türe steht, erfährt sie, dass Mary aber mit einem anderen Mann im Cabrio weggefahren sei.
Auf der Fahrt nach Schottland hören Mary und Peter im Autoradio von einem Überfall auf die „Western Bank“ in Liverpool. Durch das Verhalten von Peter glaubt Mary in ihm den Bankräuber zu erkennen und ändert die Fahrtroute mit der Begründung, dass die Reise nach Schottland an diesem Abend doch zu lange dauern würde. In Wirklichkeit steuert sie die Villa von ihrer Tante Carola und ihrem Onkel Harry an, um dort sicher zu sein. Mary und Peter werden als junges Paar herzlich aufgenommen und bewirtet. Die Nacht müssen sie jedoch gemeinsam im Gästezimmer der Villa verbringen. Am nächsten Morgen stellen Onkel und  Tante zu ihrem Erstaunen fest, dass sich Mary und Peter in der Nacht aus dem Zimmer mit den Bettlaken abgeseilt haben und verschwunden sind.
Unmittelbar nach dieser Feststellung treffen Freundin Grete, James Hopkins und der zukünftige Ehemann Lord Benton bei Schwester und Schwager von Hopkins ein. Grete hatte Hopkins und Lord Benton über die Verwechslung mit dem „Herrn auf Bestellung“ informiert. Inzwischen sind Mary und Peter in dem schottischen Hotel angekommen, in das auch die beauftragten Detektive geeilt sind. Zudem reisen sowohl Onkel und Tante und der übrige Teil des Besuches auch weiter nach Schottland. Dort beginnt für alle Beteiligten eine „bunte“ Verwechslungsgeschichte, in der unter anderem James Hopkins und Lord Benton vorübergehend im Gefängnis landen. Zudem erfährt Mary in Schottland von Grete, dass sie mit dem „falschen“ Mann unterwegs sei. Mary ist von dieser Nachricht sehr begeistert, da sie sich inzwischen in Peter verliebt hat. Auf der gemeinsamen Rückfahrt mit Peter machen beide an einem idyllischen See einen Zwischenstopp, da Peter dort spontan einen Wohnwagen gekauft hat. In der Nacht spricht Peter im Schlaf von einer „Dolly“. Am nächsten Morgen findet Mary zufällig ein Telegramm mit folgender Nachricht: „DOLLY KRANK VOR SEHNSUCHT KANN RÜCKKEHR KAUM ERWARTEN“. Mary reist überstürzt ab, da sie bei „Dolly“ von einer Geliebten Peters ausgeht.
Zu Hause angekommen feiern, auch auf Grund des im Hintergrund Fäden ziehenden Vater Hopkins, sowohl Mary und Peter als auch Freundin Grete und Lord Benton, die sich zwischenzeitlich in einander verliebt haben, Doppelhochzeit im Hause Hopkins. In der Hochzeitsnacht von Mary und Peter klärt sich auch auf, dass „Dolly“ der Hund von Peter Parker ist und Mary fällt ihm glücklich in die Arme.

## Produktionsnotizen
Die Dreharbeiten zu Diskretion – Ehrensache fanden 1938 überwiegend in den Ateliers der UFA in Berlin-Tempelhof statt. Die deutschlandweite Premiere von Diskretion – Ehrensache war am 23. August 1938. Die nationalsozialistische Filmprüfstelle erteilte am 10. August 1938 für den Film die Freigabe „Jugendfrei ab 14 Jahren (nicht feiertagsfrei)“.
Das Drehbuch verfassten Rolf Meyer und Kurt E. Walter und die Bauten stammen von den Filmarchitekten und Szenenbildnern Alfred Bütow und Willi A. Herrmann. Die Musik für den Film komponierte Franz Grothe, die mit Liedtexten von Willy Dehmel versehen waren.
Der populäre Komponist Franz Grothe, der in diesem Film für die Musik verantwortlich zeichnete, wurde ab Mitte der 1960er Jahre im Fernsehen einem Millionenpublikum als Dirigent und musikalischer Leiter der Unterhaltungssendung Zum Blauen Bock des Hessischen Rundfunks bekannt.

## Rezeption
„Ein Mädchen flieht aus dem Elternhaus, um einer aufgezwungenen Heirat zu entgehen, und findet einen angemessenen Ehepartner. Konventionelles Vorkriegs-Lustspiel.“